# Đại chủng Âu
Đại chủng Âu (các thuật ngữ khác là Caucasoid, Europid, hay Europeoid, tài liệu tiếng Việt phiên âm thành: Ơ-rô-pê-ô-ít) là một nhóm phân loại chủng tộc đã lỗi thời của loài người dựa trên học thuyết chủng tộc sinh học hiện đã bị bác bỏ. Chủng Caucasoid từng được coi là một đơn vị phân loại sinh học, tùy thuộc vào cách phân loại chủng tộc lịch sử được sử dụng, thường bao gồm các quần thể cổ đại và hiện đại từ nhiều vùng của châu Âu, Tây Á, Trung Á, Nam Á, Bắc Phi, và Sừng Châu Phi.
Thuật ngữ này được giới thiệu lần đầu vào những năm 1780 bởi các thành viên của trường phái lịch sử Göttingen, dùng để chỉ một trong ba đại chủng của loài người (đó là Caucasoid, Mongoloid và Negroid). Trong ngành nhân học sinh học, Caucasoid được sử dụng như một thuật ngữ chung cho các nhóm người giống nhau về mặt kiểu hình đến từ các vùng địa lý khác nhau dựa trên giải phẫu xương và hình thái sọ, không liên quan đến màu da. Do đó, quần thể "Caucasoid" cổ đại và hiện đại không chỉ là "da trắng", mà còn có nước da từ trắng đến nâu sẫm.
Kể từ nửa sau của thế kỷ 20, các nhà nhân học sinh học từ bỏ quan điểm phân loại loài người dựa trên hình thái cơ thể, chuyển sang quan điểm phân loại bằng bộ gen di truyền và các quần thể. Khái niệm chủng tộc từ đó đã bị thay thế và trở thành một phân loại xã hội của con người dựa trên kiểu hình, tổ tiên và các yếu tố văn hóa, giống trong khoa học xã hội.
Tại Hoa Kỳ, thuật ngữ gốc Caucasian đồng nghĩa với người da trắng hoặc người gốc Âu, Trung Đông hoặc Bắc Phi.